# Pola Raksa
Apolonia „Pola” Raksa (n. 14 aprilie 1941, Lida⁠(d), Reichskomisariatul Ostland) este o actriță poloneză de film, teatru și televiziune, cântăreață și fotomodel, care a fost deosebit de populară în țara natală și în străinătate în anii 1960-1970. Este una dintre cele mai mari actrițe din istoria cinematografiei poloneze. În perioada în care a activat, a fost considerată o bombă sexi a cinematografiei poloneze. Este cel mai cunoscută pentru rolul Marusiei în filmul serial Patru tanchiști și un cîine (1966–1970). A apărut și în filme ca Szatan z siódmej klasy (1960, debut cinematografic), Panienka z okienka (1964), Manuscrisul găsit la Saragosa (1964), Cenușa (1965), Przygoda z piosenka (1968) sau Uprowadzenie Agaty (1993, ultimul ei rol de film).
Pentru contribuția sa la cultura poloneză, ea a primit Ordinul Crucea de Merit de Aur (1974) și Insigna de merit pentru o personalitate distinctă a culturii din Polonia (1979). În 2003, cititorii revistei Super Express au numit-o cea mai frumoasă dintre toate blondele poloneze. După ce a absolvit examenele, a primit calificări de designer de la Ministerul Culturii și Patrimoniului Național, creând colecții de modă și scriind subiecte legate de modă, tendințe, artă și istorie. A primit premiul revistei Ecranul sovietic (Советский Экран), la Festivalul Internațional de Film de la Moscova din 1967, pentru rolul omonim din filmul Zosia (regia Władimir Bogomołow).

## Biografie
Tatăl ei a fost Edward Raksa. Pola s-a născut în Lida, în Reichskomisariatul Ostland. Părinții ei au părăsit teritoriul german al Germaniei în 1943 și după cel de-al Doilea Război Mondial s-au stabilit la Wrocław. Aici, mama ei a lucrat ca croitoreasă, iar tatăl ei s-a ocupat de pălării. Cariera ei a început în anii 1950, când a fost observată de un reporter al revistei Dookoła Świata într-un bar mleczny (cafenea poloneză). I-a făcut câteva fotografii și Raksa a apărut în revistă la rubrica Fata săptămânii. Frumusețea fetei a atras atenția regizoarei Maria Kaniewska, cea care a completat distribuția pentru filmul său, Szatan z siódmej klasy (1960), acest film a fost debutul cinematografic al actriței Pola Raksa. După absolvirea Liceum ogólnokształcące nr. 1 din Wrocław, a studiat la Universitatea din Wrocław, Departamentul de Filologie (limba poloneză). Raksa a participat la teatrul studențesc Kalambur. Mai târziu s-a transferat la Școala Națională de Film din Łódź. A absolvit în 1964 și în același an a debutat pe scenă. Între 1964 și 1968 a jucat la Teatr Powszechny din Łódź, apoi s-a mutat la Varșovia, pentru a juca în Teatr Wspolczesny (la Śródmieście, Varșovia).
Ea s-a retras din cinematografie în 1993 și nu a acordat în mod constant interviuri. De la începutul anului 1998, timp de câțiva ani consecutivi, a condus o secție de modă a revistei Rzeczpospolita.
În 2003, cititorii cotidianului Super Express au ales-o ca fiind cea mai bună dintre toate actrițele blonde poloneze. Raksa a primit mai multe premii. Ea are un fiu, Marcin Kostenko, împreună cu primul ei soț, Andrzej Kostenko (regizor, scenarist și operator de film).

## Filmografie
- Szatan z siódmej klasy (Satana din clasa a șaptea, debut, 1960) – Wanda; a jucat alături de Maria Kaniewska
- Rzeczywistość (1960) – Marysia
- Klub kawalerów (1960) – Marynia
- Ich dzień powszedni (1963) – Grażyna
- Nu vor fi divorțuri (1964) – Krysia
- Panienka z okienka (Doamna într-o fereastră, 1964) – Hedwiga
- Rekopis znaleziony w Saragossie (Manuscrisul găsit la Saragosa, 1964) – Inezilia, sora Camilei
- Cenușa (1965) – Helena de With, tânăra soție a generalului de With, iubita lui Rafał
- Bicz bozy (1966) – Hania
- Zosia (1967) – Zosia
- Patru tanchiști și un cîine – asistenta Marusia poreclită Ogoniok (într-unul dintre episoade cântă o melodie în rusă Patru tanchiști și un cîine pe YouTube),
- Przygoda z piosenka (Aventura cu o melodie, 1968) – Mariola Bronska[10]
- Aria dla atlety (1979) – Cecylia
- Nic nie stoi na przeszkodzie (1980) – Irene
- Uprowadzenie Agaty (Răpirea Agatei, 1993) – mama Agatei (ultimul ei rol)

## Teatru
A jucat în piese de teatru ca Vrăjitoarele din Salem de Arthur Miller (rolul Mary Warren, în noiembrie 1963), Romeo și Julieta de William Shakespeare (ca Julia, în martie 1964); Școala nevestelor de Molière (ca Agnes, în octombrie 1964). Alte roluri în care a jucat: ca Małgosia în Niewidzialny książę (Prințul invizibil) de Igor Sikirycki, Roman Sykała (în decembrie 1964); Kamila în Dom otwarty (Casă deschisă) de Michał Bałucki (în octombrie 1965), ca Ala în Tango de Sławomir Mrożek (în decembrie 1965).
Pola Raksa a interpretat rolul titular în Sfânta Ioana de George Bernard Shaw în aprilie 1967 la Teatr Powszechny din Łódź. Alte roluri în care a jucat: ca Aniuta în Puterea întunericului de Lev Tolstoi (în 1971), Celia Coplestone în The Cocktail Party de T. S. Eliot (în 1971), ca Ea în Un joc al visului de August Strindberg (în aprilie 1978); ca Ina Bergmann în Deșteptarea primăverii de Frank Wedekind (în iunie 1978); Katrin în Triptic de Max Frisch (1980), ca Doamna Allonby în O femeie fără importanță de Oscar Wilde (în octombrie 1997).

## Premii
- Premiul revistei Ecranul sovietic (Советский Экран), la Festivalul Internațional de Film de la Moscova din 1967, pentru rolul din Zosia
- Personalitate distinctă a culturii din Polonia (1979)
- Laureată cu premiului II la Festivaluri televizate de teatru dramatic pentru rolul ei în piesele Romeo și Julieta (1965)
- Laureată a premiului Masca de argint (1967, 1969, 1970)
- Ordinul Crucea de Merit de Aur (1974)

## Legături externe
- Pola Raksa la Filmweb
- Pola Raksa la Internet Movie Database
- Pola Raksa la filmpolski.pl
- Pola Raksa la e-teatr.pl